# Callirhipis angustior
Callirhipis angustior là một loài bọ cánh cứng trong họ Callirhipidae. Loài này được Fairmaire miêu tả khoa học đầu tiên năm 1885.